# Hyewŏl Haemyong
Hyewŏl Haemyong (ur. 1861, zm. 1937) – koreański mistrz sŏn, uczeń i spadkobierca mistrza Kyŏnghŏ Sŏngu.

## Życiorys
Hyewŏl urodził się w Yesan w pobliżu klasztoru Sudŏk i góry Duk.
W wieku 11 lat został nowicjuszem u kapłana nazwiskiem An Sujwa w klasztorze Chŏnghye na górze Tŏksung.
W wieku 24 lat udał się do mistrza sŏnu Kyŏnghŏ Sŏng'u i został jego uczniem. Pewnego dnia, po usłyszeniu mowy mistrza na temat "Sekretów uprawiania umysłu" (Susim kyŏl) Chinula, osiągnął oświecenie. Po jakimś czasie dalszej praktyki pod kierunkiem mistrza otrzymał przekaz Dharmy.
Stopniowo stał się sławnym nauczycielem. Podróżował nieustannie do wielu klasztorów nauczając w nich.
Zachowało się o nim wiele historii, gdyż był niezwykłym mistrzem sŏn. Nigdy nie nauczył się ani czytać, ani pisać, i nigdy nie studiował sutr. Zamiast tego, gdy przybywał do jakiegoś klasztoru, brał uczniów, wychodził z nimi na zewnątrz i karczował las, przygotowując ziemię na użytek klasztoru.
Zawsze działał spontanicznie, jak dziecko i nie było w nim nic sztucznego czy wyuczonego.
W wieku 61 lat osiadł w klasztorze Sonam w pobliżu miasta Pusan. Jednak nie interesowało go gwarne miejskie życie. Zajął się zamienianiem nieużytków wokół klasztoru w pola uprawne.
Traktował wszystkich z jednakowym szacunkiem, niezależnie od ich pozycji w społeczeństwie, bogactwa, lub czy znał ich długo czy też widział pierwszy raz.
Mistrz Hyewŏl zmarł w pustelni Anyang.

## Linia przekazu Dharmy
Pierwsza liczba to kolejność pokoleń od Mahakaśjapy. (1)
Druga liczba, to pokolenie od 1 Patriarchy Chin – Bodhidharmy (28/1)
Trzecia liczba, to pokolenia mistrzów koreańskich.
- 63/36/7 Sŏsan Taesa (1520–1604)
  - 64/37/8 P’yŏnyang Ŏngi (1581–1644)
    - 65/38/9 Pungjung Hŏnsim (P’ungdam Ŭisim) (bd)
      - 66/39/10 Wŏldam Sŏlje (bd)
        - 67/40/11 Hwansŏng Chian (bd)
          - 68/41/12 Hoam Chejŏng (bd)
            - 69/42/13 Chŏngbong Kŏan (bd)
              - 70/43/14 Yulbong Chŏngwa (bd)
                - 71/44/15 Kŭmhŏ Pŏpjŏm (bd) 
                  - 72/45/16 Yŭngam Pongyu (bd) (Hyeǒn)
                    - 73/46/17 Yŏnwŏl Pongyul (bd)
                      - 74/47/18 Manhwa Posŏn (bd)
                        - 75/48/19 Kyŏnghŏ Sŏngu (1849–1912)
                          - 76/49/20 Yongsong (1864–1940)
                          - 76/49/20 Suwŏl (1855–1928)
                          - 76/49/20 Mangong Wŏlmyŏn (1872–1945)
                          - 76/49/20 Hanam Chungwŏn (1876–1951)
                          - 76/49/20 Hyewŏl Haemyong (1861–1937)
                            - 77/50/21 Pak Kumbong
                            - 77/50/21 Chong Unbong
                            - 77/50/21 Unbong Sǒngsu
                              - 78/51/22 Hyanggok Hyerim
                                - 79/52/23 Chinje Pǒpwon (ur. 1934)